# Sandager-Holevad
Sandager-Holevad Sogne ligger i Assens Kommune. Holevad Sogn blev sammenlagt med Sandager Sogn i 1571. Det er en del af Assens Kommune i det tidligere Båg Herred. I sognene ligger Sandager Kirke, som har Sandager Præstegård, hvor præsten bor, samt Holevad Kirke.
I 1973 blev Sandager-Holevad sogn lagt sammen med Barløse Sogn. De tre sogne udgør tilsammen Barløse- Sandager Holevad Pastorat.
|  | Denne artikel kan blive bedre, hvis der indsættes geografiske koordinater Denne artikel omhandler et emne, som har en geografisk lokation. Du kan hjælpe ved at indsætte koordinater i wikidata. |